# Snake (rivier)
De Snake is een 1674 km lange rivier en stroomt door de noordwestelijke staten Wyoming, Idaho, Oregon en Washington.
De Snake ontspringt deels in de Teton Wilderness in Yellowstone National Park en loopt verder naar het zuiden door het Grand Teton National Park. Ze wordt in haar bovenloop gevoed door drie zijrivieren, namelijk de Pacific Creek, de Buffalo Fork en de Gros Ventre. Deze laatste vervoegt de Snake in een vallei die bekend staat als Jackson's Hole. Vervolgens stroomt de rivier door bergen naar het westen om de Snake River Plain in het zuiden van Idaho te bereiken. Hier liggen onder meer de steden Idaho Falls en Twin Falls aan de rivier. Na dit vlakke deel stort de rivier zich door de woeste Hells Canyon naar het noorden (op de grens van Idaho en Oregon) en door de afgeronde Palouse Hills van Washington om bij Tri-Cities uit te monden in de Columbia. De Columbia is de grootste rivier van Noord-Amerika die uitmondt in de Grote Oceaan en de Snake is de grootste zijrivier van de Columbia. In de rivier bevinden zich veel stuwdammen.

## Geologie
Het stroomgebied van de Snake river ligt in delen van zes deelstaten van de Verenigde Staten en is gekend voor zijn gevarieerde geologische geschiedenis.

## Geschiedenis
De Indianen wonen al sinds de prehistorie (meer dan 11.000 jaar geleden) langs de Snake. Er zaten miljoenen zalmen in het rivierwater en deze waren een cruciale voedselbron voor de stammen die langs de rivier woonden, stroomafwaarts van de Shoshone Falls. Wanneer de expeditie van Lewis en Clark aan het begin van de negentiende eeuw het gebied bezocht, waren de Nez Perce en de Shoshone de dominante Indianenstammen in de regio. Tegen het midden van de negentiende eeuw was de Oregon Trail een gekende route geworden. Duizenden migranten volgden deze route, die bij Fort Hall (oostelijke Snake River Plain) de rivier bereikte. Vervolgens volgde de route de rivier stroomafwaarts. Omdat de benedenloop van de Snake onbevaarbaar bleek na enkele pogingen, verlieten de migranten bij Farewell Bend (bij het huidige Huntington in het uiterste zuidoosten van de staat Oregon) de Snake. Ze moesten wel het plateau van de Blue Mountains oversteken via een in 1843 vrijgemaakte weg.
Vanaf de jaren 1890 werden er vijftien grote stuwdammen gebouwd op de Snake. Deze dammen moesten elektriciteit opwekken, de bevaarbaarheid verbeteren en voor irrigatiewater zorgen. Deze dammen zorgden er echter voor dat de vismigratie (voornamelijk die van de zalm) niet meer mogelijk was en leidde ertoe dat er stroomopwaarts van Hells Canyon geen zalm meer voorkomt. Meer recent zijn er voorstellen gedaan om verschillende dammen op de benedenloop van de Snake te verwijderen.

## Galerij, van bron naar monding

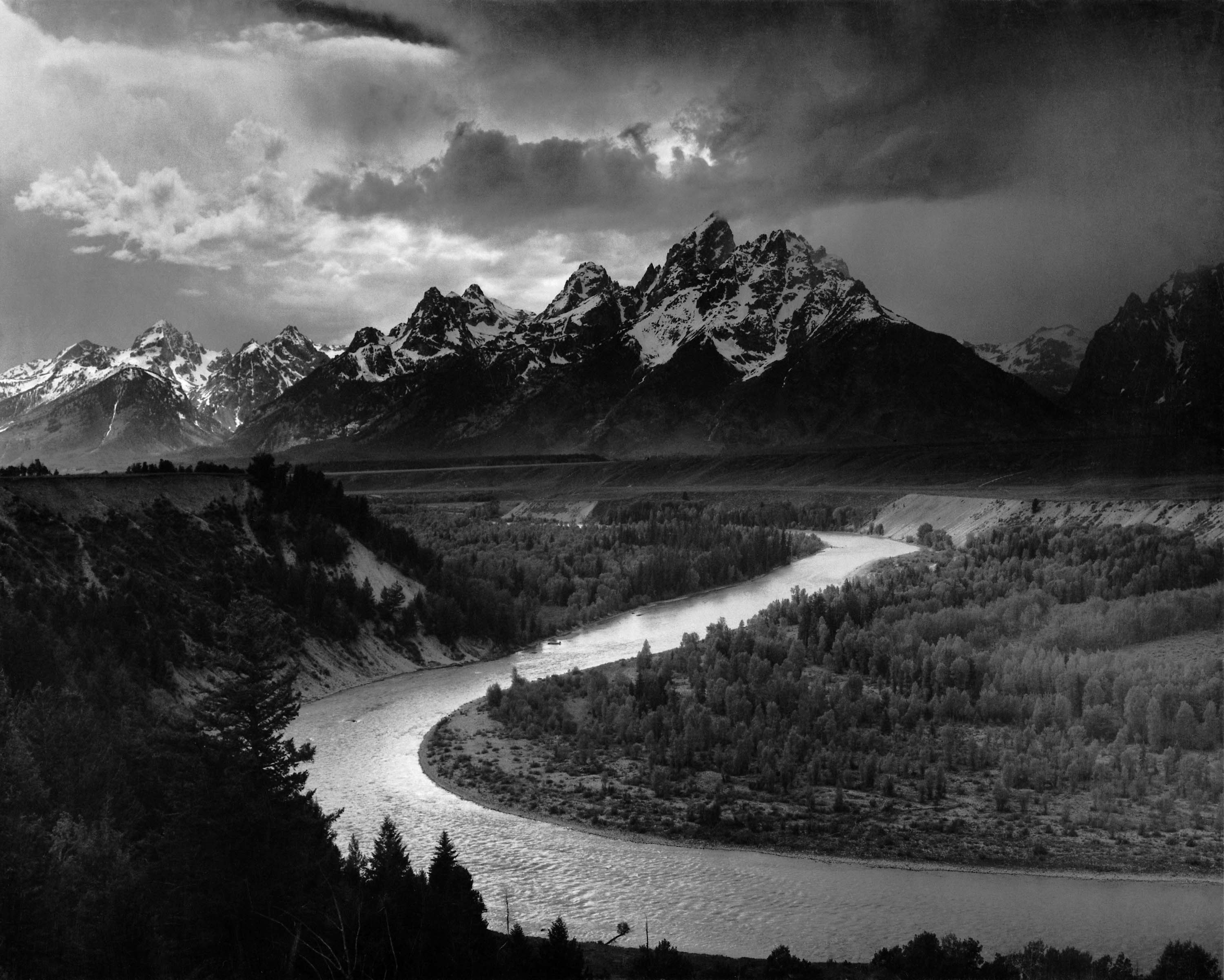
Foto van Ansel Adams in 1942 van het Teton-gebergte en de Snake
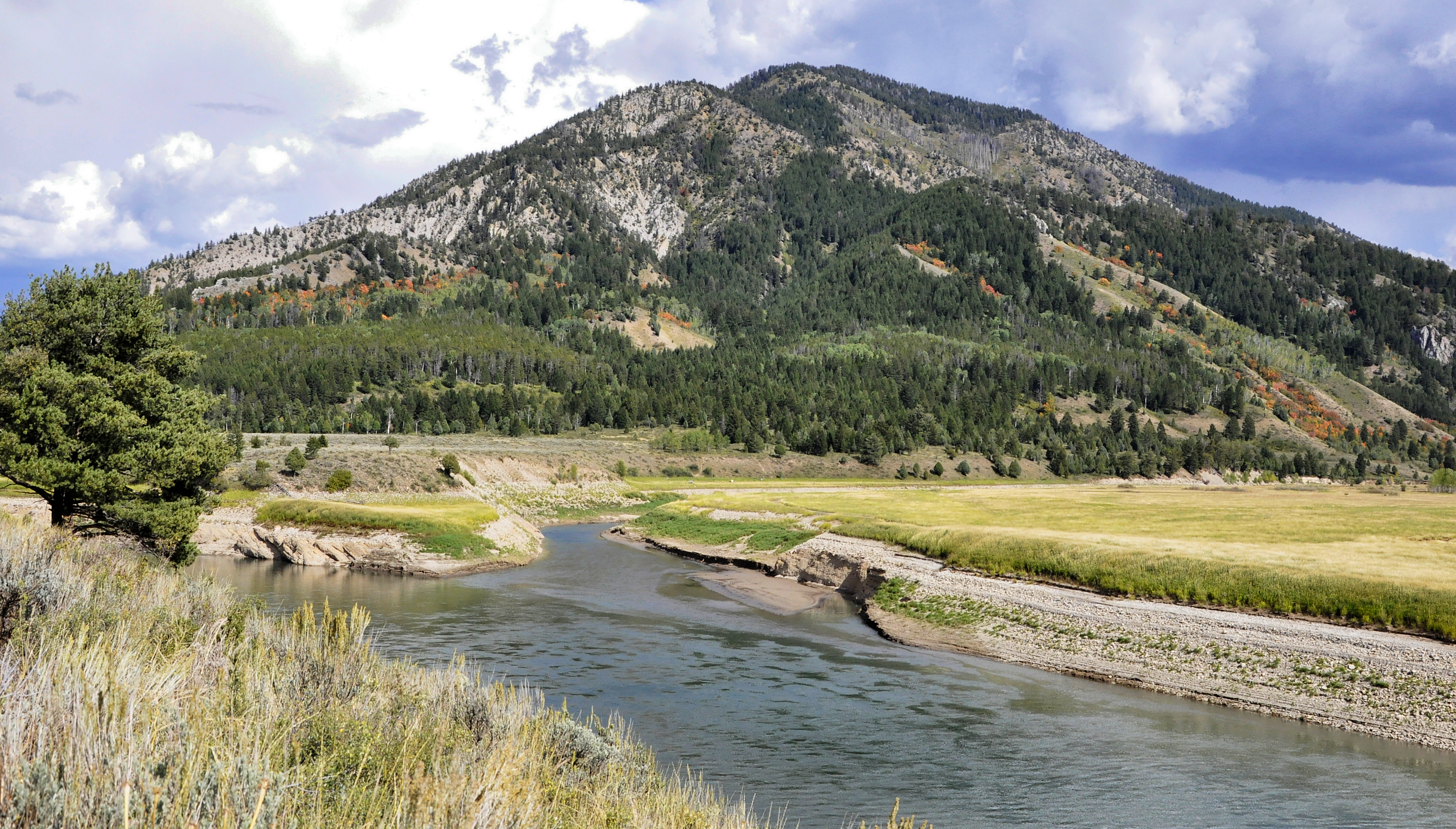
Samenvloeiing van Greys River (voorgrond) en de Snake in Alpine
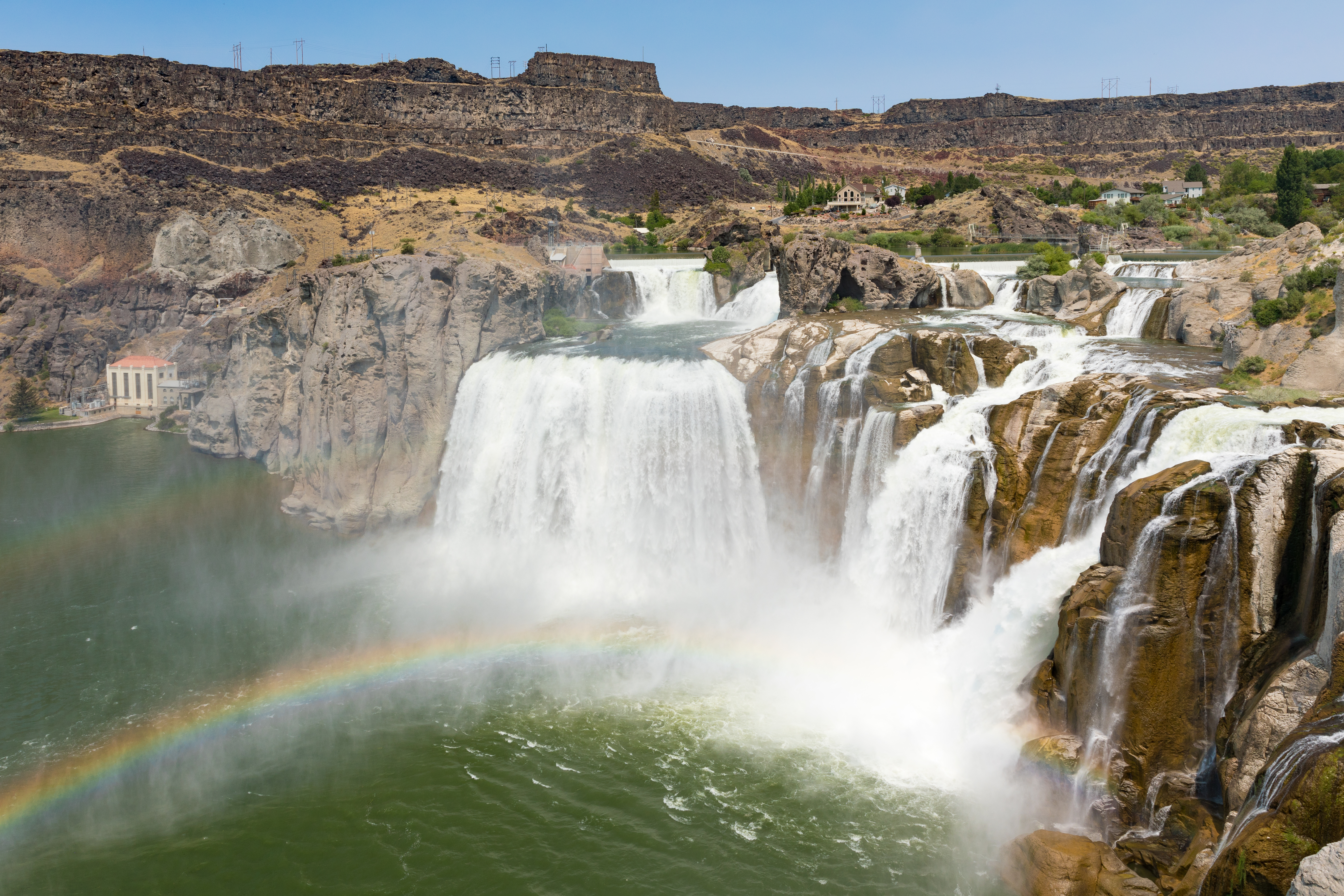
Shoshone Falls, ten noordoosten van Twin Falls
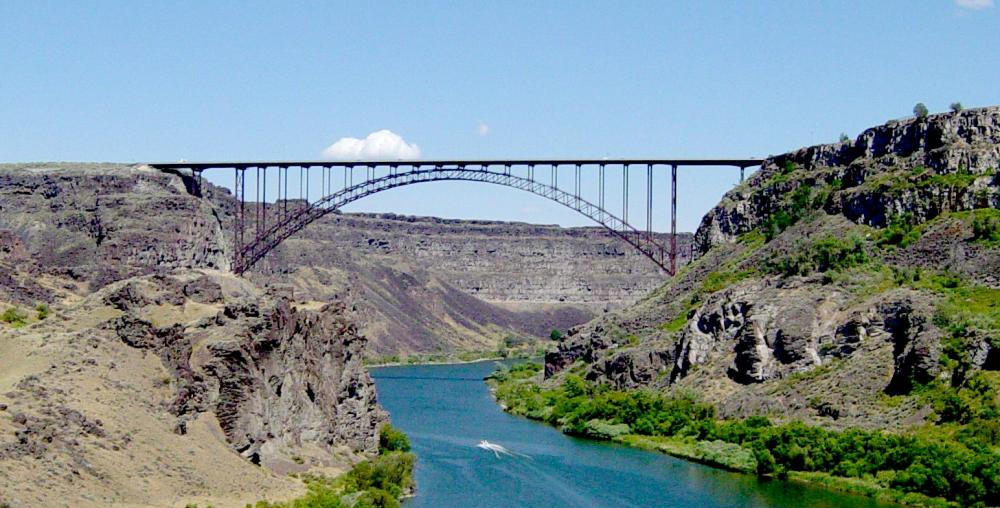
Perrine Bridge in Twinn Falls (Idaho)
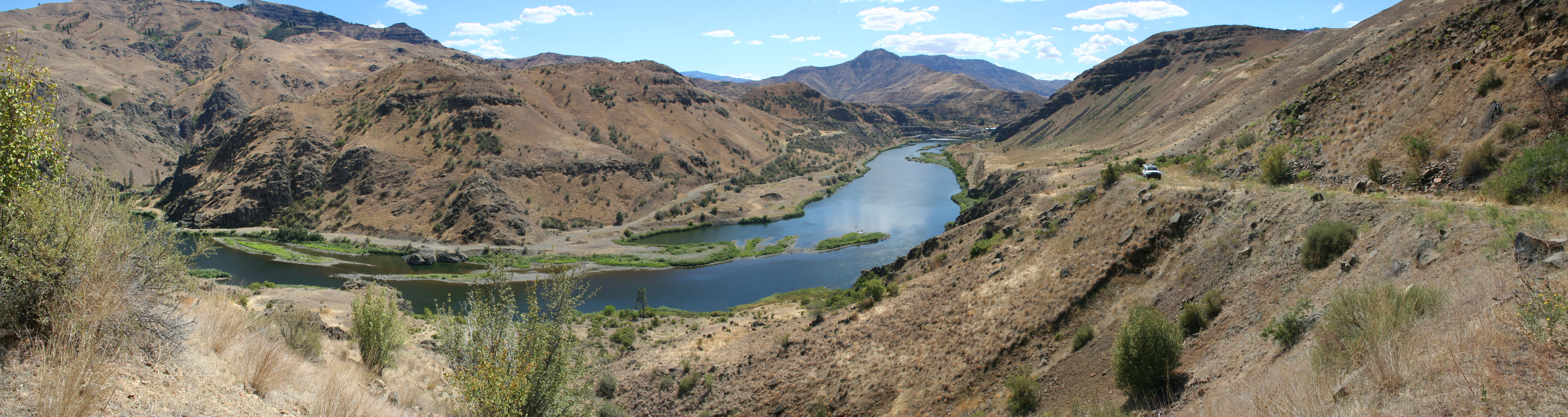
Snake in Hells Canyon met de Oxbow-stuwdam in de achtergrond.
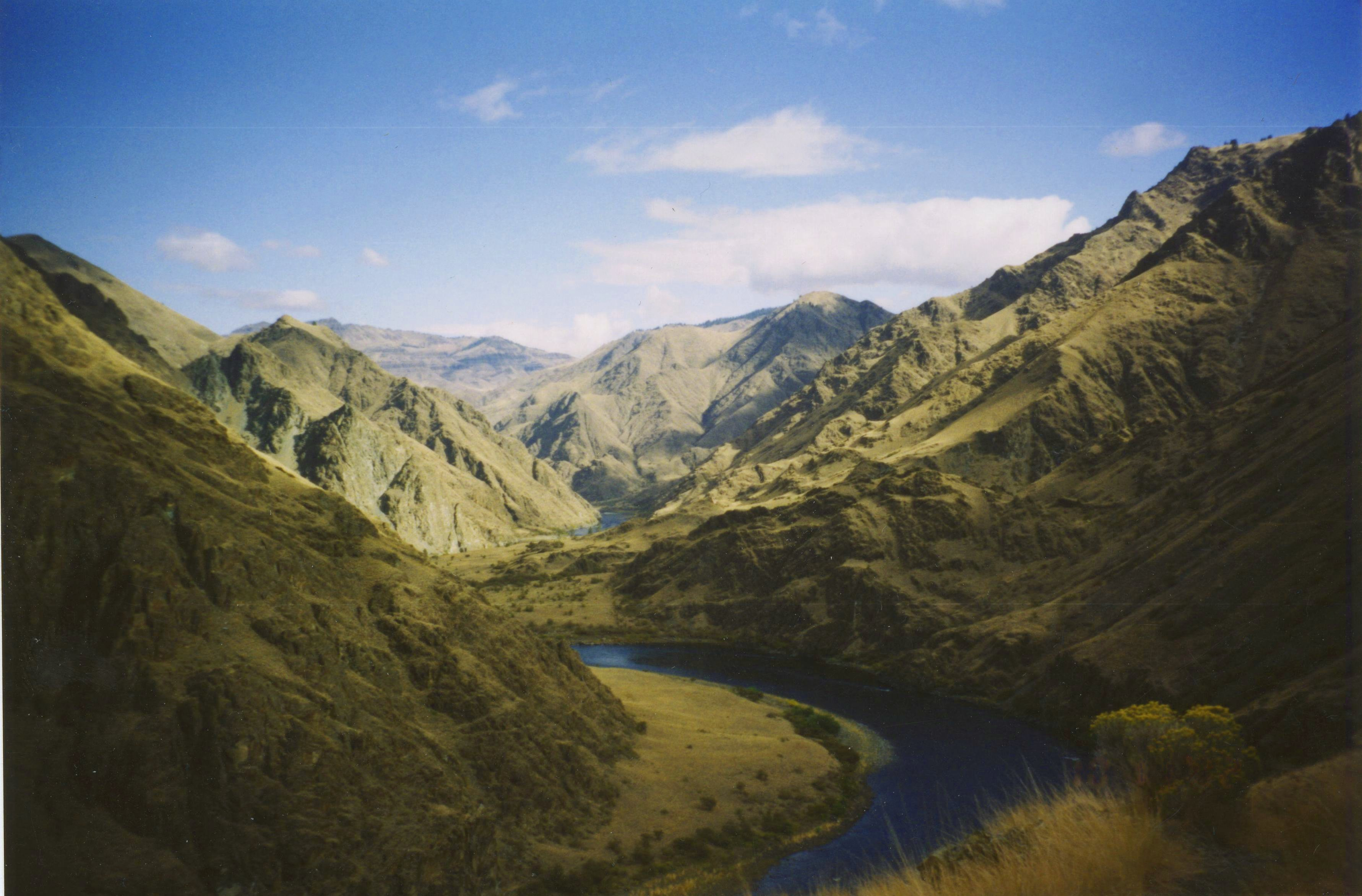
Hells Canyon. Deze delen van de rivier zijn niet meer bereikbaar voor migrerende zalmen.
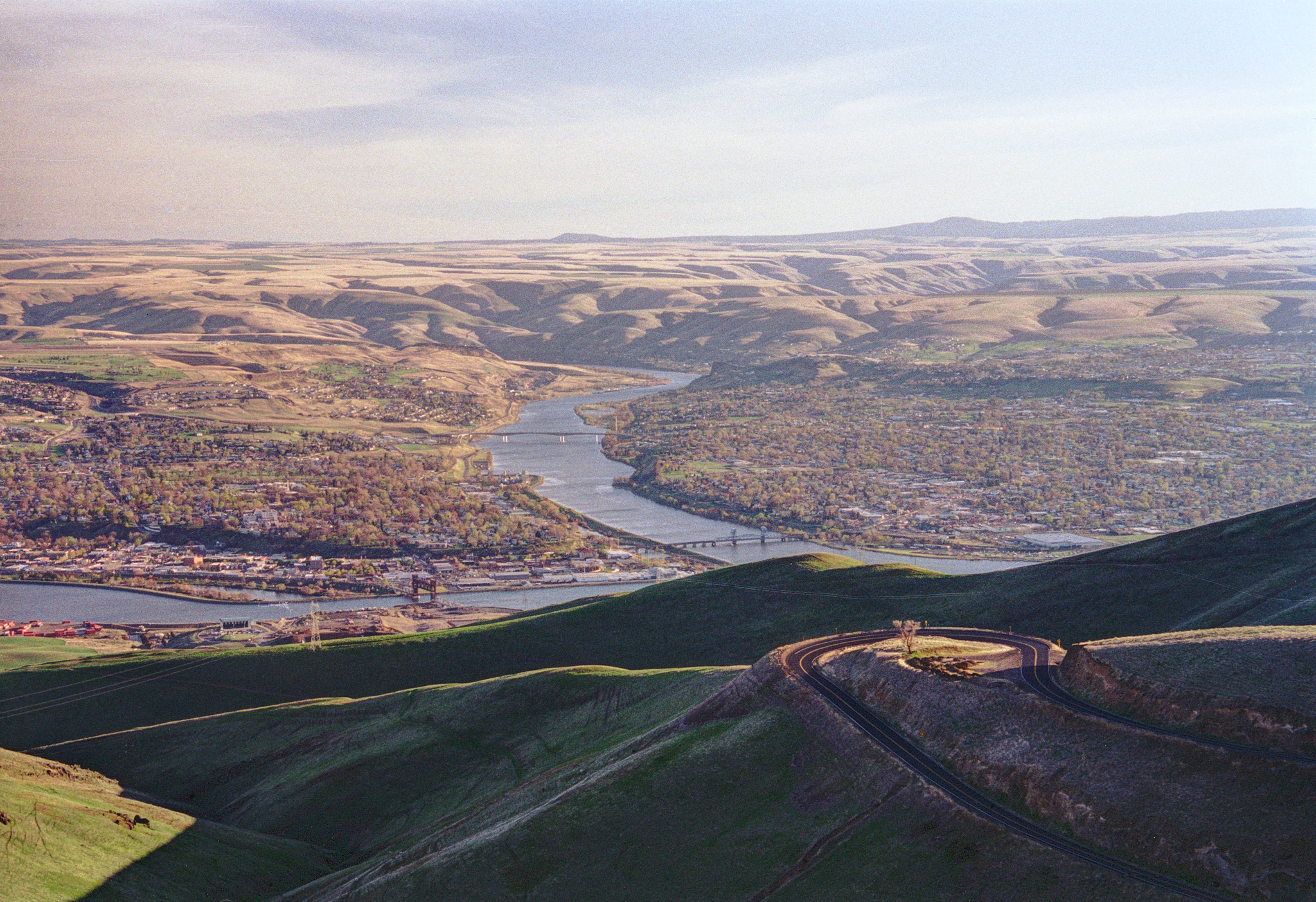
Monding van de Clearwater, de grootste zijrivier van de Snake
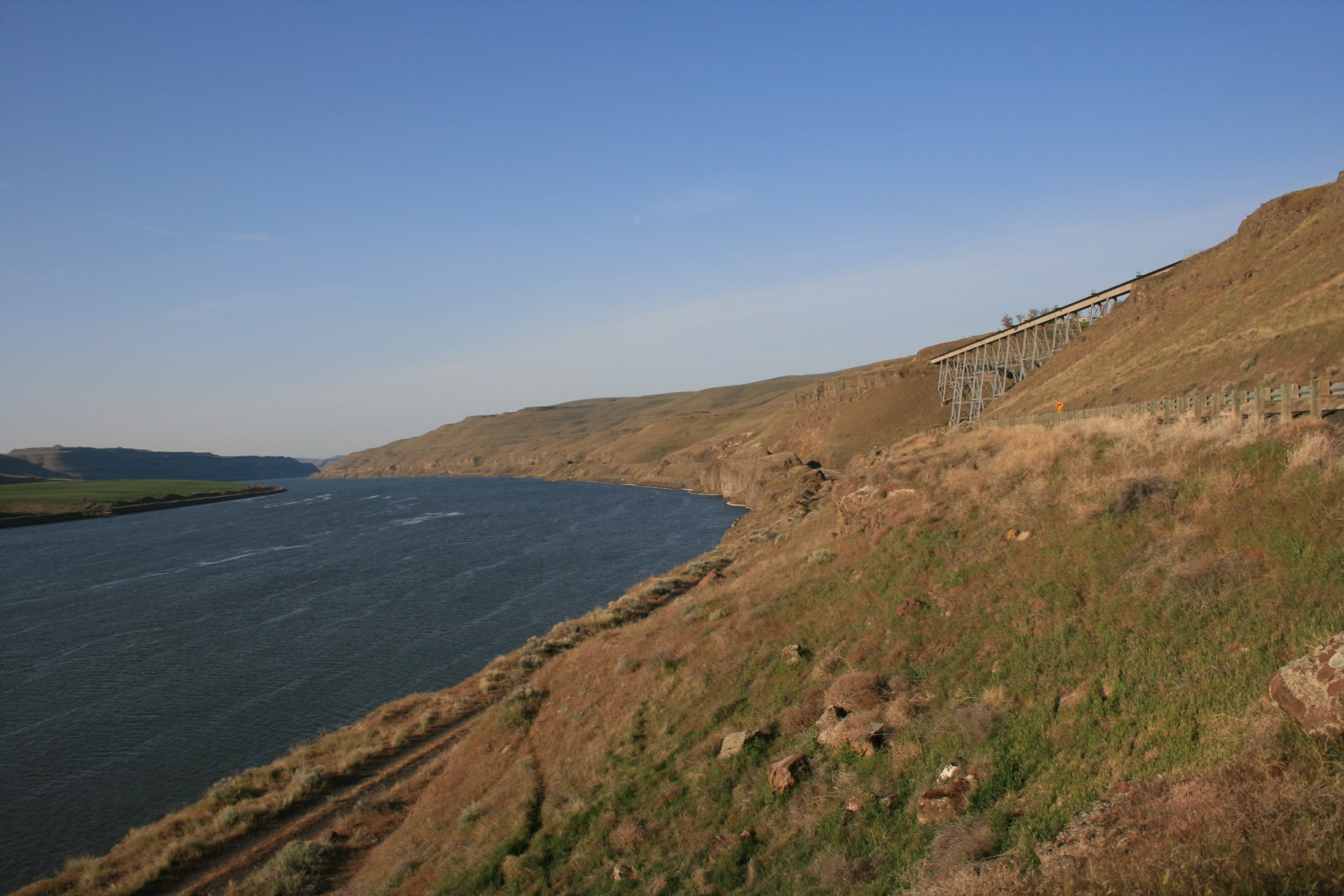
De Snake in de Palouse-heuvels, 16 kilometer stroomopwaarts van de monding in de Columbia

- Gemeinsame Normdatei: 4472334-9
- Library of Congress Control Number: sh85123726
- Nationale Bibliotheek van Tsjechië: ge134539
- Nationale Bibliotheek van Israël: 987007551054505171
- Virtual International Authority File: 237439750